# Pierre Bischoff
Pierre Bischoff (* 30. November 1984) ist ein deutscher Extremsportler.

## Leben
Bischoff ist in Oberhausen aufgewachsen und lebt in Nauders am Reschenpass. Nachdem er im Jahr 2004 aufgrund einer Wette mit dem Fahrrad bis an die Küste Kroatiens gefahren war, entwickelte er Interesse am Radsport. Er nahm zunächst an Lizenzrennen im Ruhrgebiet teil, verlegte seinen Schwerpunkt im Jahr 2008 auf Langdistanzrennen und bestritt Lizenzrennen nur noch zu Trainingszwecken. Ein Jahr später konnte er das 24-Stunden-Rennen Rad am Ring auf dem Nürburgring als Solist gewinnen. Ein Erfolg in der Saison 2010 gelang ihm mit dem dritten Platz beim Race across the Alps. Im Jahr 2011 wurde er dabei Vierter. Bei dem 24h-Mountainbike Rennen von Duisburg konnte er seit 2010 vier Siege in Serie, zwei davon im Team, erringen.
Im Jahr 2012 startete er erstmals bei einem länger als 24 Stunden dauernden Rennen, dem Race Around Austria. Dieses beendete er mit dem vierten Platz und neuem deutschen Rekord. Ein Jahr später gelang ihm bei diesem Rennen ein zweiter Platz im 2er-Team, abermals mit neuem deutschen Rekord. Im Jahr 2014 konnte er das Rennen unter schwierigen Wetterbedingungen auf dem dritten Platz beenden. Im Juni 2014 erreichte er den Vizeweltmeistertitel beim Glocknerman. 2015 startete er gemeinsam mit Rainer Steinberger. So gewann er gemeinsam mit ihm das Rennen Race Around Slovenia. Beim Race Around Austria 2015 musste er vorzeitig bereits am dritten Tag aufgeben.
2016 startete Bischoff erstmals beim Race Across America und gewann als Rookie das 4800 km lange Rennen von der West- bis zur Ostküste Nordamerikas. Damit ist Pierre Bischoff, der für den ASV Duisburg startet, der erste und bislang einzige deutsche Radrennfahrer, der dieses Rennen gewinnen konnte. Im November 2016 wurde er in Duisburg als Sportler des Jahres der Stadt geehrt. 2017 gewann er den Glocknerman und wurde hierdurch Weltmeister im Ultraradmarathon.
2018 gewann Bischoff das Red Bull Trans-Siberian Extreme, das längste Etappenrennen der Welt.
2019 folgten weitere Starts bei den 24 Stunden von Duisburg sowie beim Race around Irland. Beide Rennen gewann Bischoff und entschloss sich, vorerst eine Pause im Ultraradsport zu nehmen.

## Erfolge
- 2019
  - 1. Platz Race around Irland[9]
  - 1. Platz 24h-MTB Duisburg Solo[10]
- 2018
  - 1. Platz Red Bull Trans-Siberian Extreme[11]
  - 3. Platz Tourtransalp Mixed Team mit Noemie Chiarello[12]
- 2017
  - 1. Platz Glocknerman
  - 2. Platz Red Bull Trans-Siberian Extreme[11]
  - 1. Platz 24h München vierer Mixed Team
- 2016
  - 1. Platz beim Race Across America[13]
  - 5. Platz Mixed Bike Trans Alp mit Janine Schneider
- 2015
  - 1. Platz Race Around Slovenia, im Zweier Team mit Rainer Steinberger
- 2014
  - 3. Platz Race around Austria[14][15][16]
  - 8. Platz Race across the Alps
  - 2. Platz Glocknerman
- 2013
  - 2. Platz Race around Austria 2er Team, deutscher Rekord[17]
  - 1. Platz 24h-Mtb Duisburg[18][19]
  - 5. Platz und Rookie of the year Race around Slovenia
- 2012
  - 4. Platz Race around Austria[20]
  - 1. Platz 24h-Mtb Duisburg 2er Team[19]
- 2011
  - 7. Platz Tour of Himalayas
  - 2. Platz 24h-Mtb Idstein 6er Team
  - 1. Platz 24h-Mtb Duisburg
  - 4. Platz Race across the Alps
  - 1. Platz 24h-Mtb München 8er Team[19]
- 2010
  - 1. Platz 24h-Mtb Duisburg 8er Team[19]
  - 3. Platz Race across the Alps
- 2009
  - 1. Platz 24h Rad am Ring
  - 1. Platz Rund in Bonn Classics[21]
- 2008
  - 3. Platz 24h Rad am Ring